# هدر اوکز
هدر اوکز (انگلیسی: Heather Oakes؛ زادهٔ ۱۴ اوت ۱۹۵۹) ورزشکار دو و میدانی اهل بریتانیا است.